# Thysanosturmia scutellaris
Thysanosturmia scutellaris là một loài ruồi trong họ Tachinidae.